# Théorie conspirationniste des chemtrails

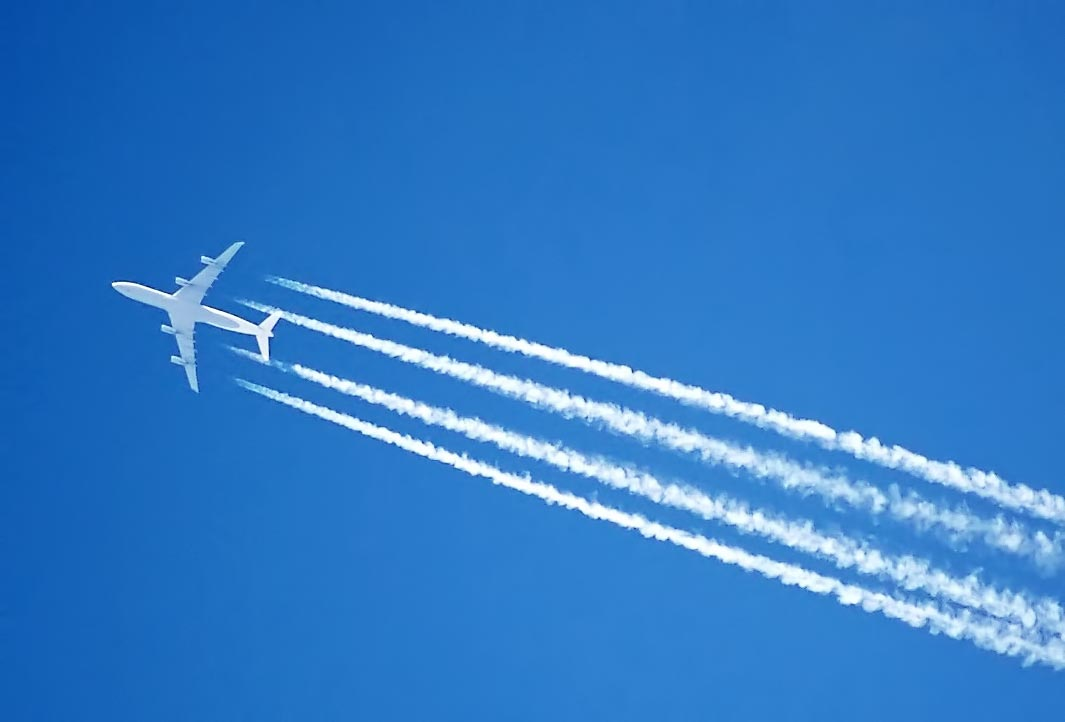
Un Airbus A340 laissant des traînées de condensation.

La théorie conspirationniste des chemtrails [ˈkɛmtreɪls] avance que certaines traînées blanches créées par le passage des avions en vol sont composées d'agents chimiques ou biologiques délibérément répandus en haute altitude par diverses agences gouvernementales pour des raisons dissimulées au grand public. Cette théorie complotiste est rejetée par la communauté scientifique, qui indique qu'il s'agit de simples traînées de condensation.
Le nom lui-même est un néologisme et un anglicisme, plus précisément un mot-valise anglais, construit par la contraction de « chemical trail », soit « traînée chimique », sur le modèle de, et par opposition à contrail (traînée de condensation), contraction de « condensation trail ». Ces termes ne s’appliquent pas aux autres formes d'épandage aérien comme l'épandage agricole, l'ensemencement des nuages, l'écriture dans le ciel ou la lutte contre les incendies.

## Origines et définition

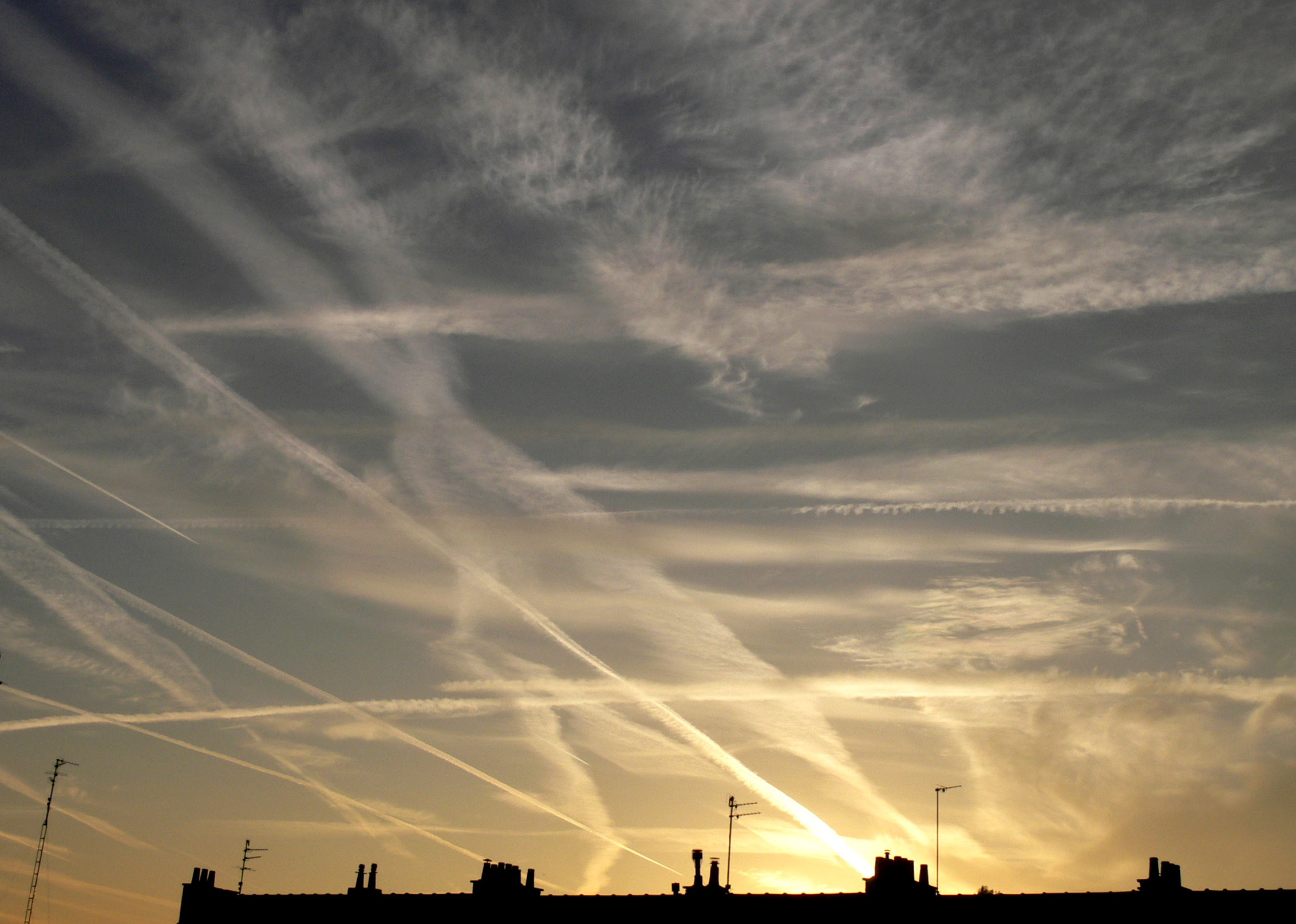
Exemple de traînées de condensation.

Selon Rue89, cette théorie est évoquée dès les années 1960 dans certains livres consacrés aux nuages et qui font déjà allusion à ces faux cirrus.
Selon Mick West (en), qui anime deux sites consacrés à démonter la théorie des chemtrails, « cette théorie du complot est ancienne, elle a fait son apparition sur le web américain dans les années 1990 quand des complotistes proches de l’extrême droite étaient convaincus que le gouvernement et le complexe militaro-industriel essayaient de les empoisonner ». La théorie figure sur les sites conspirationnistes et est surtout favorisée par des groupes d'extrême droite, cela correspondant à leurs profonds soupçons sur le gouvernement.
Selon Le Monde, la théorie est apparue en 1996 aux États-Unis quand sept militaires de l'université de l'Air américaine publient une étude intitulée Le climat comme un multiplicateur de force : posséder le temps en 2025, faite à la demande de l'US Air Force. L'étude voulait voir comment l'armée américaine pouvait « maîtriser le climat » en agissant sur les pluies, tempêtes et brouillard afin de s'assurer une suprématie militaire via des armes climatiques. Les recherches avaient commencé pendant la guerre froide et s’appuyaient sur la géoingénierie afin de lutter également contre le réchauffement climatique. C'est à partir de cette étude que se propage sur des sites complotistes et les réseaux sociaux la croyance que le gouvernement créerait des « nuages artificiels » avec des produits chimiques. Ces chemtrails resteraient plus longtemps dans le ciel que les traînées de condensation des avions et se formeraient à des altitudes plus basses. Les chemtrails seraient constituées selon les complotistes de particules de métaux lourds comme l'aluminium ou le titane, de métaux alcalino-terreux tels que le baryum, le strontium et le calcium, ou de polymères microscopiques, tous mauvais pour la santé et l'environnement, provoquant la maladie d'Alzheimer ou de Parkinson ou des problèmes respiratoires. Le but des chemtrails serait le contrôle du climat, avec les théories contradictoires d'empêcher ou de favoriser le réchauffement climatique, le contrôle démographique via un programme de dépopulation en affaiblissant les défenses immunitaires ou le contrôle économique en sabotant les récoltes d'un pays.

## Rejet par la communauté scientifique

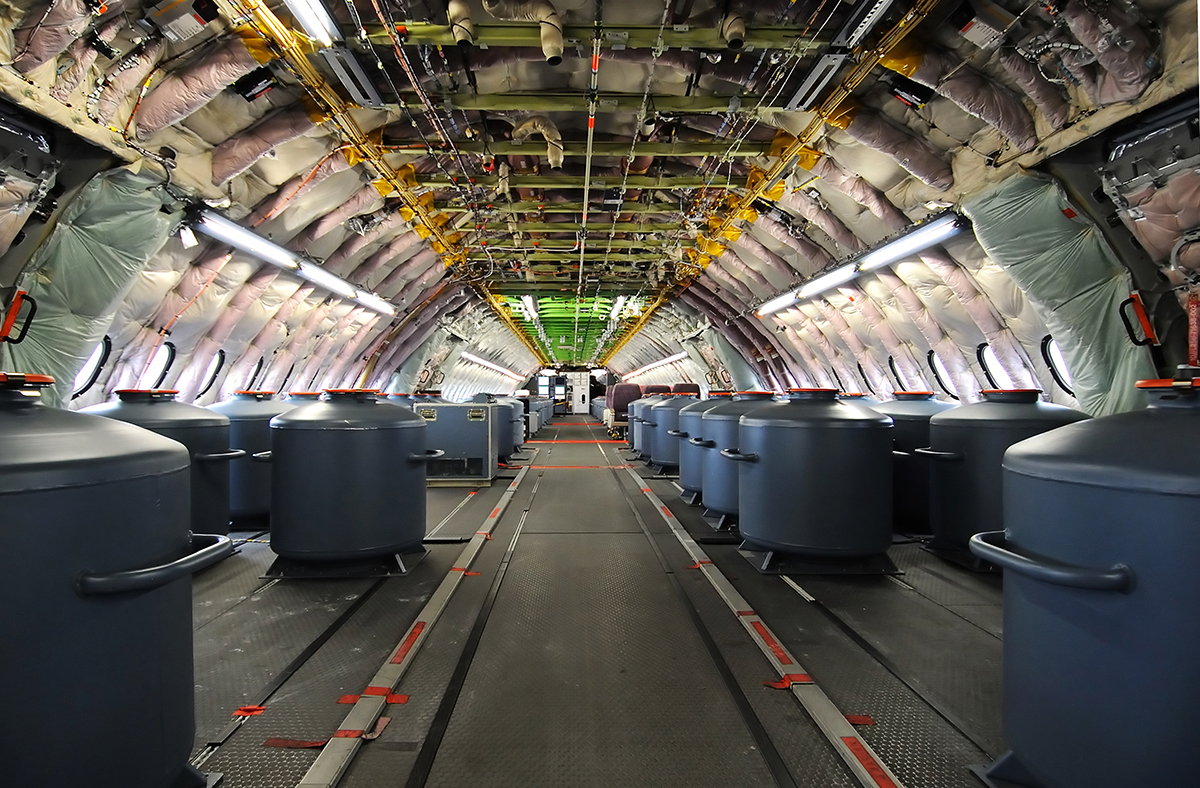
Bidons de lest utilisés dans un Airbus A380 lors d'essais en vol.
Ce type de photographie est souvent cité par les partisans des chemtrails pour démontrer l’existence du transport de produits chimiques à bord des avions.

La théorie des chemtrails n'a jamais trouvé aucune crédibilité dans la communauté scientifique, faute de preuves. De plus, les organismes gouvernementaux et les scientifiques ont à maintes reprises démenti l'existence des chemtrails.
Lors d'une enquête menée par quatre experts auprès d'un petit nombre de chercheurs travaillant dans des domaines potentiellement concernés par la question des chemtrails, comme la chimie atmosphérique ou des géochimistes travaillant sur les dépôts de pollution, près de 99 % d'entre eux (76 scientifiques sur 77) ont répondu qu'ils n'avaient trouvé aucune preuve de l'existence des chemtrails et que les données mentionnées comme preuves pouvaient s'expliquer par d'autres raisons. La plupart d'entre eux réfutent également les analyses de laboratoire présentées comme des preuves par les tenants de la théorie des chemtrails, et ils estiment que ces preuves ne permettent pas de conclure à l'existence de ceux-ci.

### Questions de parlementaires
La théorie des chemtrails a fait l'objet de questions de plusieurs parlementaires, au parlement européen, ou auprès des parlements nationaux de différents pays, notamment en 2013 par le député PRG des Hautes-Alpes Joël Giraud. Les différentes interrogations ont été réfutées par les institutions interpellées, qui ont mis en évidence l'absence totale de preuves scientifiques,.

### Avis de l'US Air Force
Aussi, le site internet de l'US Air Force récuse le « canular des chemtrails accusant l'Air Force d'être impliquée dans l'épandage au-dessus de la population américaine » avec des substances mystérieuses et affirme : 

« plusieurs auteurs citent un dossier de recherche de l'université de l'Air intitulé : "Le climat comme un multiplicateur de force : posséder le temps en 2025" qui suggère que l'US Air Force procède à des expérimentations de modification du climat. Le sujet de ce dossier faisait partie d'une thèse donnant un aperçu d'une stratégie pour l'utilisation d'un système futur de modification du climat pour atteindre des objectifs militaires et il ne reflète pas la politique, les pratiques et les capacités militaires actuelles. L'Air Force ne procède à aucune expérimentation ou programme de modification du climat et n'a pas de projets pour le faire dans le futur. »

### Avis du CSICOP
Par ailleurs, des scientifiques comme le Committee for the Scientific Investigation of Claims of the Paranormal (CSICOP) argumentent que les traînées de condensation ont, par nature, une durée de visibilité très variable et une large variation d'apparence. De plus, même par ciel dégagé, l'apport d'humidité venant de la combustion des réacteurs d'avion est suffisant pour saturer l'atmosphère de haute altitude derrière un jet.
La physique des nuages, appuyée par de nombreux articles scientifiques, montre sans équivoque que ces traînées peuvent avoir une durée de vie de plusieurs heures et même se transformer en nuage lorsque les conditions d'humidité et de stabilité sont favorables,,. Le processus est bien connu et se produit sans l'intervention de quelconques produits chimiques.

### Article deVice
Fin novembre 2017, un article de Vice signale que des scientifiques de Harvard qui, dans le cadre d'un projet de géoingénierie, envisagent de lancer dans la stratosphère un ballon qui y relâcherait des aérosols en vue de mesurer leur impact sur la réflexion des rayons solaires et leur capacité à réduire le réchauffement climatique, reçoivent de nombreux courriels leur reprochant de vouloir en fait diffuser des substances destinées à manipuler les cerveaux ou de vouloir pratiquer un meurtre de masse. Dans certains cas, ces courriels contiennent des menaces de mort.

Une étude menée par deux chercheurs de Harvard et publiée dans la revue Nature en octobre 2017 sur les données des réseaux sociaux sur les dix années précédentes montre que 30 à 40 % des citoyens américains croient aux théories des chemtrails ou y accordent du crédit. Les théories du complot ont occupé 60 % de l'espace consacré aux questions de géoingénierie sur les réseaux sociaux au cours de la même période de temps. Alors que l'article de Nature explique en conclusion que l'existence de ces théories rend plus difficile toute discussion rationnelle sur la géoingénierie et que l'étude « met également en évidence les conséquences plus larges de l'existence de cette communauté en ligne de conspirationnistes avec des implications qui vont bien au-delà de la politique climatique », un de ses auteurs explique à Vice que 

« pour ce qui est de ceux qui soutiennent la théorie du complot des chemtrails, tout ce que peuvent faire les scientifiques et les journalistes est de présenter les faits et d'espérer qu'ils finiront par s'imposer. »

Selon une enquête de l'Ifop en 2018, un Français de 18 à 24 ans sur trois croit au moins partiellement que « certaines traînées blanches créées par le passage des avions dans le ciel sont composées de produits chimiques délibérément répandus pour des raisons tenues secrètes. »

### Échec de la géoingénierie
Selon Alan Robock, professeur en climatologie à l'université Rutgers du New Jersey, la géoingénierie n'a jamais abouti : 

« Si on envoyait des aérosols dans la stratosphère pour refroidir le globe, cela affaiblirait probablement la mousson et réduirait les précipitations nécessaires à la survie alimentaire de millions de personnes en Afrique, en Inde et en Chine. »

Le contrôle économique ou militaire en ciblant un pays particulier est encore plus improbable selon Ken Caldeira, expert de l'atmosphère à Carnegie Institution de Washington : 

« Nous n'avons pas une connaissance du climat suffisante pour savoir comment l'influencer à un endroit particulier sans affecter d'autres endroits, de sorte qu'il serait difficile de nuire à un adversaire sans nuire à vous-même ou à vos alliés. »

L'explication de l'augmentation des catastrophes climatiques est due au réchauffement climatique sur lequel il y a un consensus scientifique.

Selon Patrick Minnis, un scientifique des études atmosphériques du Langley Research Center de la NASA à Hampton, en Virginie, cité par le quotidien USA Today, la logique n'est pas exactement le point fort de la plupart des partisans de la théorie des chemtrails : 

« Si vous contrariez ces gens et essayez de réfuter des choses, alors c'est que vous faites juste partie de la conspiration. »

### Dépôt de «filaments» sur le sol

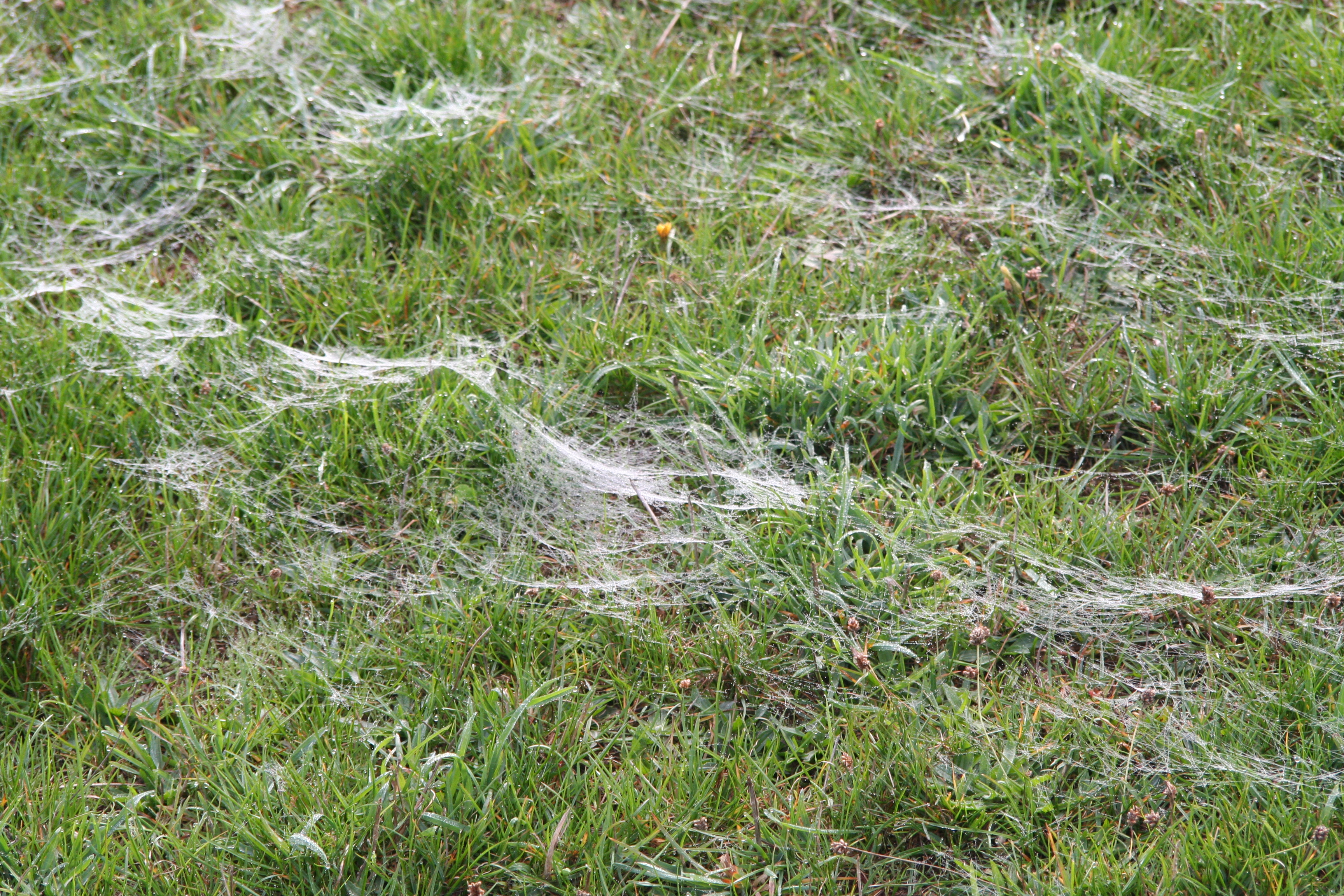
« Fils de la Vierge » déposés sur de l'herbe.

De nombreux témoins ont rapporté la présence de filaments blancs se déposant en grand nombre sur le sol. Selon les tenants de la théorie des chemtrails, ces filaments se déposeraient après le passage d'avions laissant des traînées identifiées par eux comme étant des chemtrails. Un rapport rédigé par Analytika, un laboratoire dont « personne n'a jamais entendu parler » selon L'Express et même son fondateur, affirme que « des fils analysés fin 2012 contiennent des composés toxiques qui pourraient résulter de la recombinaison de substances rejetées en haute altitude dans l'atmosphère par les réacteurs d'aviation. » Des analyses effectuées par la Commission de recherche et d'information indépendantes sur la radioactivité (CRIIRAD), ont indiqué que ces filaments n'étaient pas radioactifs.
En réalité, il s'agit du phénomène naturel appelé « fil de la vierge » où de jeunes araignées migrent en tissant un fil emporté par le vent. Frédéric Ysnel, spécialiste des araignées à l'université de Rennes 1, confirme cette hypothèse et qualifie le phénomène de « tout à fait classique, surtout entre septembre et octobre. »
Selon lui, « cette dispersion a lieu toute l'année de façon invisible. Si, tous les ans, des témoins la découvrent, c'est à cause du climat, ces fils sont rendus visibles à cette période de l'année par une rosée. » Ces fils de soie ne sont pas dangereux pour la santé,,.

## Organisations et documentaires complotistes notoires

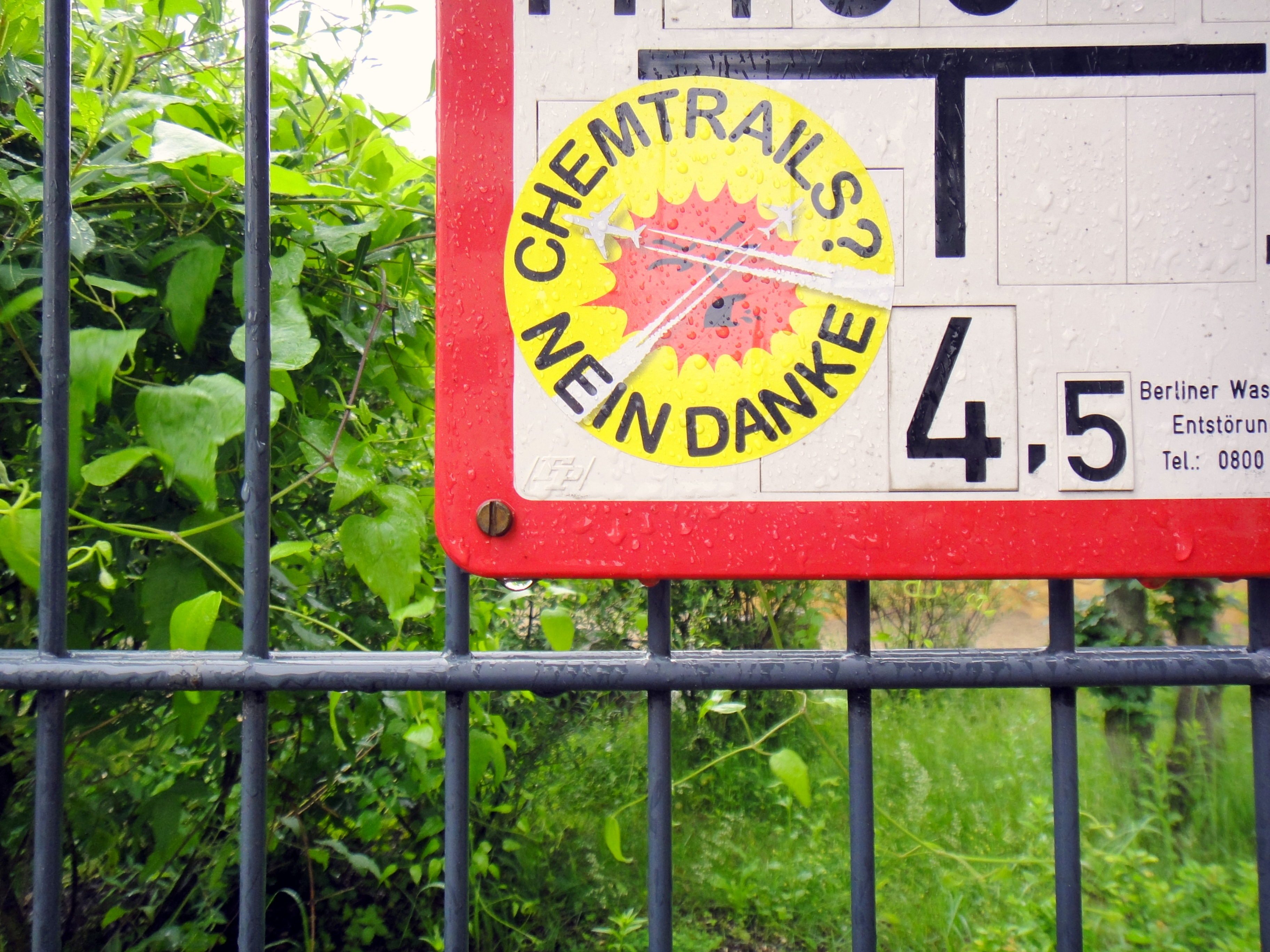
Autocollant à Berlin-Schöneberg indiquant : Chemtrails ? Non merci, sur le modèle Nucléaire ? Non merci !.

L'institut américain de Clifford Carnicom, aux États-Unis, déclare « produire des preuves et des études scientifiques ». En France, « l'Association citoyenne pour le suivi, l'étude et l'information sur les programmes d'interventions climatiques et atmosphériques » (ACSEIPICA), dit « pallier le déficit total d’information et de transparence sur les épandages aériens clandestins et, plus largement sur la géoingénierie ».
En 2012, le documentaire Why in the world are they spraying ? (pourquoi diable épandent-ils ?) « relance de plus belle la machine infernale des théories conspirationnistes » selon Le Monde. Le réalisateur Michaël Murphy y raconte que les traînées sont « des particules d’aluminium pulvérisées à échelle planétaire par des avions dans le cadre d'un projet gouvernemental secret » et Monsanto le ferait « pour forcer les agriculteurs à acheter des semences OGM rendues résistantes à l'aluminium ».
Des « marches mondiales » sont régulièrement organisées.

## Dans la culture populaire
- En 2008, le musicien américain Beck a chanté une chanson appelée Chemtrails (en) dans son album Modern Guilt.
- Le 3 mars 2009, la télévision australienne a diffusé un film intitulé Toxic Skies, dirigé par Andrew Erin (en) mettant en scène Anne Heche, dans lequel Heche joue un médecin qui enquête sur une série de maladies mystérieuses. Dans le film, le personnage de Heche attribue la maladie aux chemtrails — des substances chimiques toxiques introduites dans le carburant des avions et dispersées sur la population par l'intermédiaire d'un système d'échappement[26],[27].
- Le 27 avril 2009, le chanteur Prince mentionne les chemtrails dans une interview avec Tavis Smiley (en), animateur de talk show à PBS. Prince évoque sa chanson Dreamer, qui rend hommage au comédien et activiste Dick Gregory et qui mentionne l’existence d’épandages chimiques au-dessus des villes : « Think they’re spraying chemicals over the city while we sleep »[28].
- En 2021, la chanteuse Lana Del Rey sort l’album Chemtrails over the Country Club.
- En 2022, le groupe Placebo sort, sur son 8e album Never Let Me Go, une chanson appelée Chemtrails[29].